# Reciclarea hârtiei

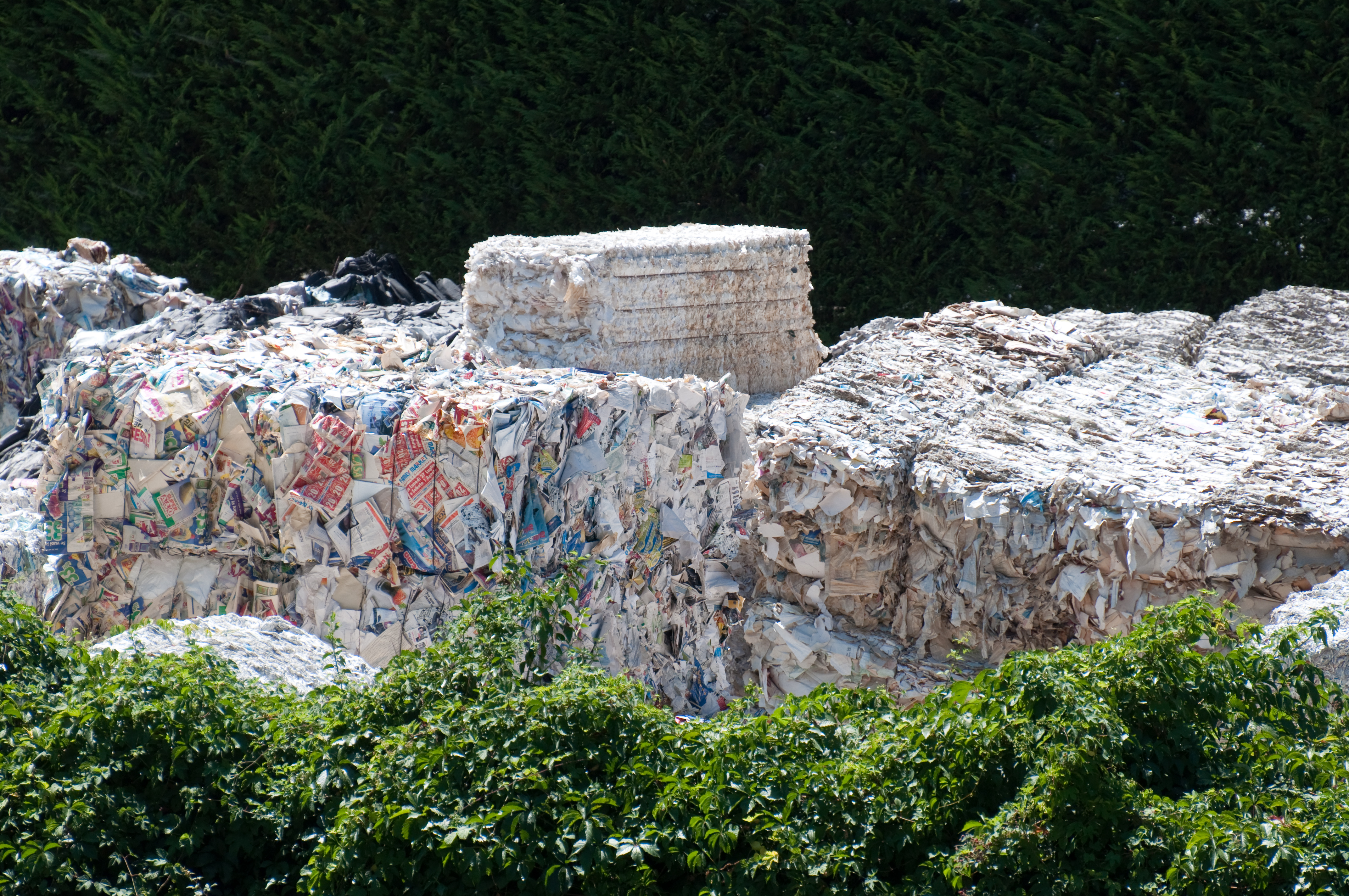
Cantități de hârtie uzată, colectată și destinată reciclării în apropiere de Bagni di Lucca, Italia.

Procesul de reciclare a hârtiei presupune următoarele acțiuni principale:
- depozitarea hârtiei în containere galbene cu destinația hârtie și carton;
- transportarea hârtiei colectate la centre de colectare;
- spălarea și tratarea hârtiei;
- rafinarea, înălbirea și decolorarea hârtiei;
- crearea hârtiei sau cartonului.

Conform Hotărârii nr. 856/2002, operatorii economici care reciclează hârtie, au obligația de a ține evidența cantității de hârtie reciclată.
O tonă de hârtie reciclată presupune salvarea a 22 copaci, a 3.200 de litri de apă și a 380 KWh energie electrică. De asemenea, se estimează că pentru producerea hârtiei la nivel global, 35% din copaci sunt defrișați, astfel reciclarea hârtiei contribuie la protejarea mediului înconjurător și la eficientizarea resurselor.